# Martin Seethaler
Martin Seethaler (* 27. ledna 1969) je bývalý český fotbalový útočník.

## Fotbalová kariéra
V československé hrál za Dynamo České Budějovice. Nastoupil ve 2 ligových utkáních. Gól v lize nedal.

## Ligová bilance
| Ročník                                   | Zápasy | Góly | Klub                    |
| ---------------------------------------- | ------ | ---- | ----------------------- |
| 1. československá fotbalová liga 1991/92 | 2      | 0    | Dynamo České Budějovice |
| CELKEM 1. liga                           | 2      | 0    |                         |